# Wyższa Szkoła Humanistyczna w Katowicach
Wyższa Szkoła Humanistyczna w Katowicach – niepubliczna szkoła wyższa z siedzibą w Katowicach. Upadła w 2009. Pomimo iż władze uczelni zapewniały o dobrej kondycji finansowej szkoły, okazało się, że nie dysponuje ona środkami finansowymi na bieżącą działalność. Przeciwko władzom uczelni i właścicielowi toczy się kilka postępowań sądowych.

## Kierunki i specjalności
Uczelnia prowadzi studia na kierunku Dziennikarstwo w następujących specjalnościach:
- rzecznik prasowy
- dziennikarstwo prasowe
- dziennikarstwo radiowo-telewizyjne